# Selargius
Selargius (en sardo: Ceraxius) es un municipio de Italia de 29.052 habitantes en la ciudad metropolitana de Cagliari, región de Cerdeña. Está situado a 6 km al noreste de Cagliari.
En la localidad de "Su Coddu" se documenta un yacimiento datado del 3.000 a. C.

## Historia
El territorio formaba parte de Cagliari, hasta que en 1991 obtuvieron la autonomía administrativa mediante referéndum local. De esta forma se convierte en el cuarto municipio que se separa de Cagliari en las últimas décadas, junto con Quartucciu (en 1983), Elmas (1989) y Monserrato (1991).

### Origen del nombre
Las investigaciones indican tres posibles orígenes: Salarium, Cerragius, y Cellarium.

## Lugares de interés
- Iglesia parroquial románica de San Giuliano, construida en el siglo XIII.
- Iglesia parroquial de Beata Vergine Assunta, del siglo XVI. En su interior se albergan diversas obras de arte.
- Iglesia de San Lussorio, del siglo XII.
- Iglesia de San Salvatore.
- Además, en el casco histórico se pueden encontrar las típicas casas campidanesas.

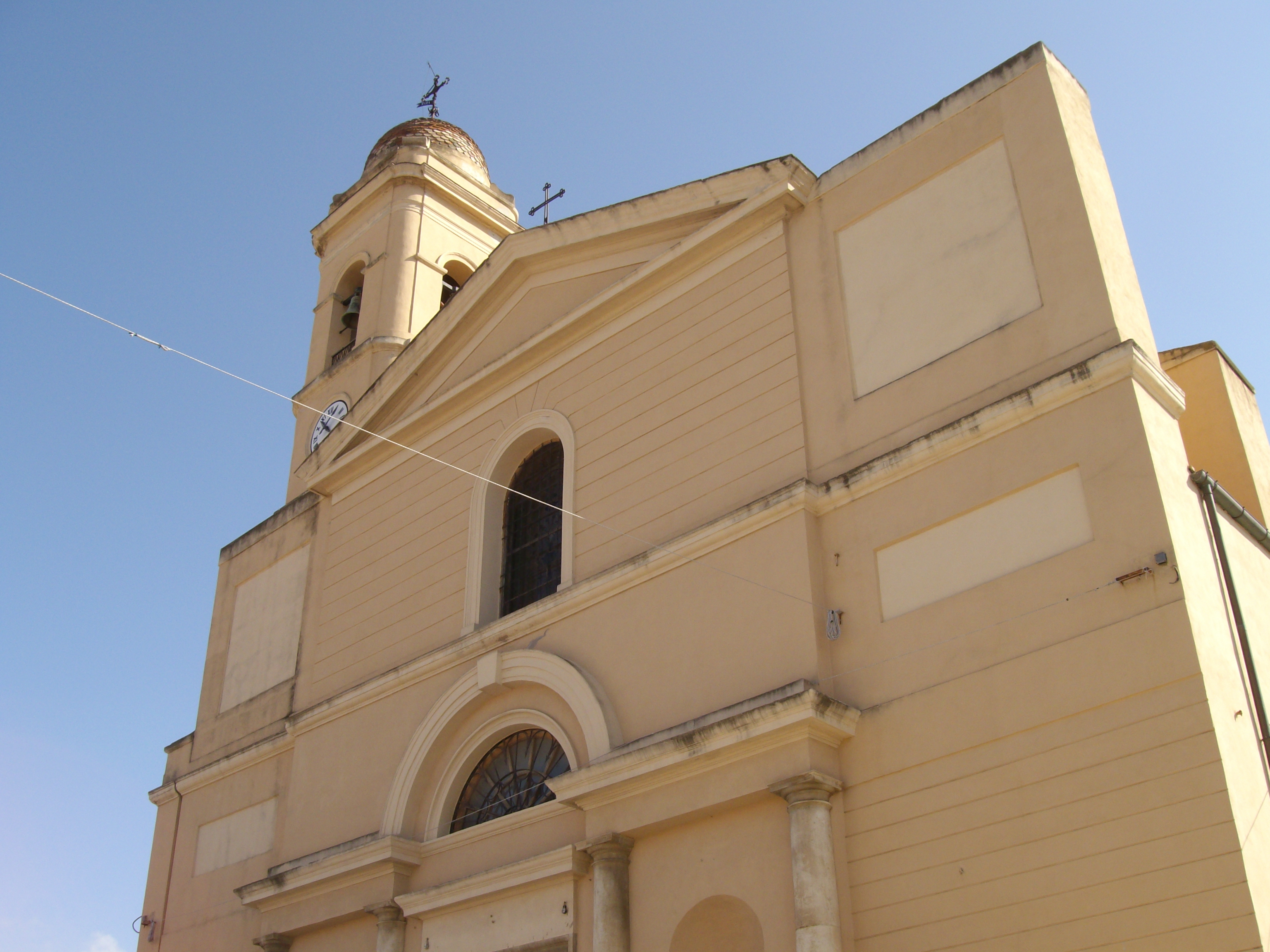
Iglesia de Assunta. Exterior.
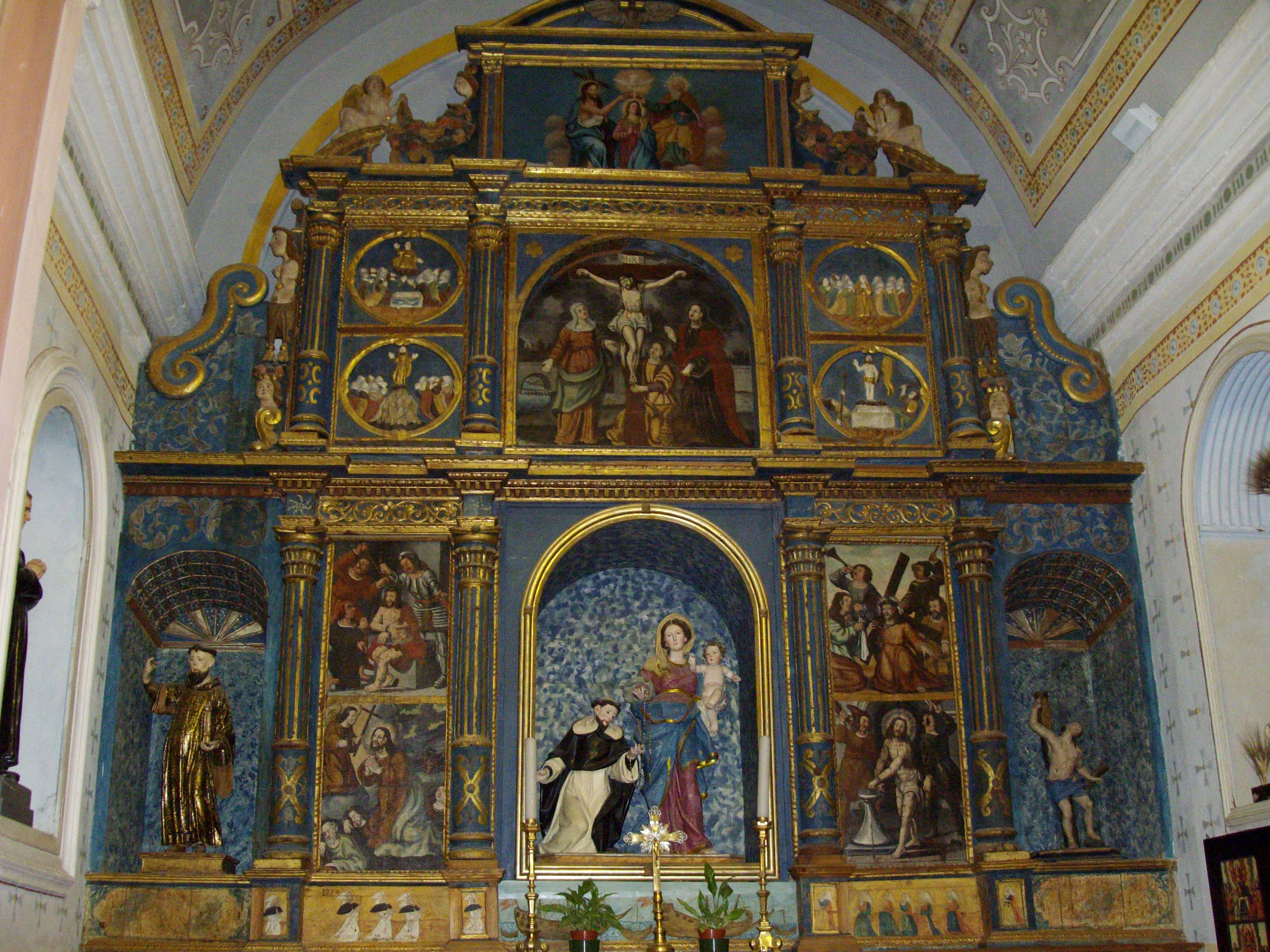
Iglesia de Assunta. Interior.
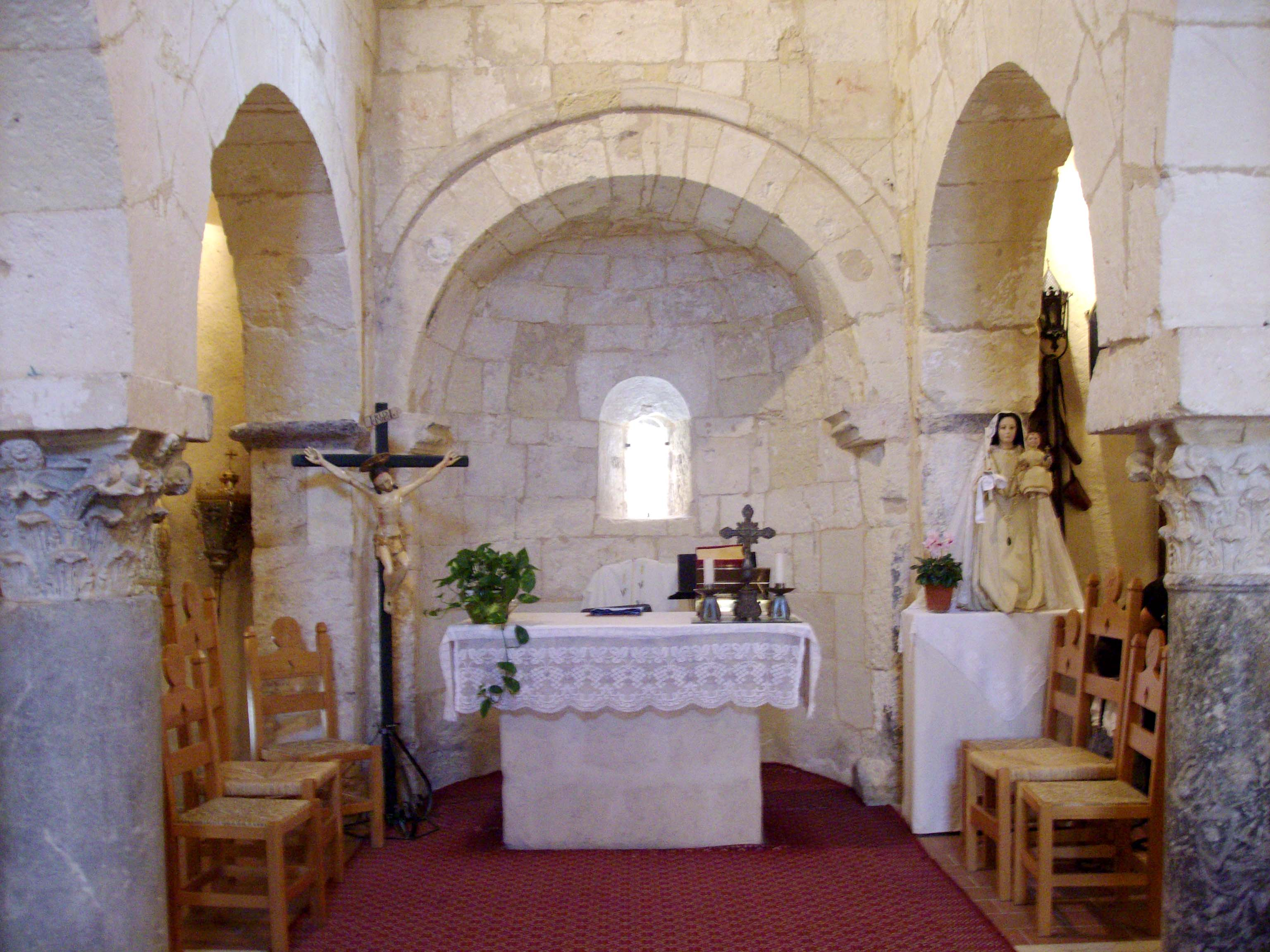
Iglesia de San Giuliano.
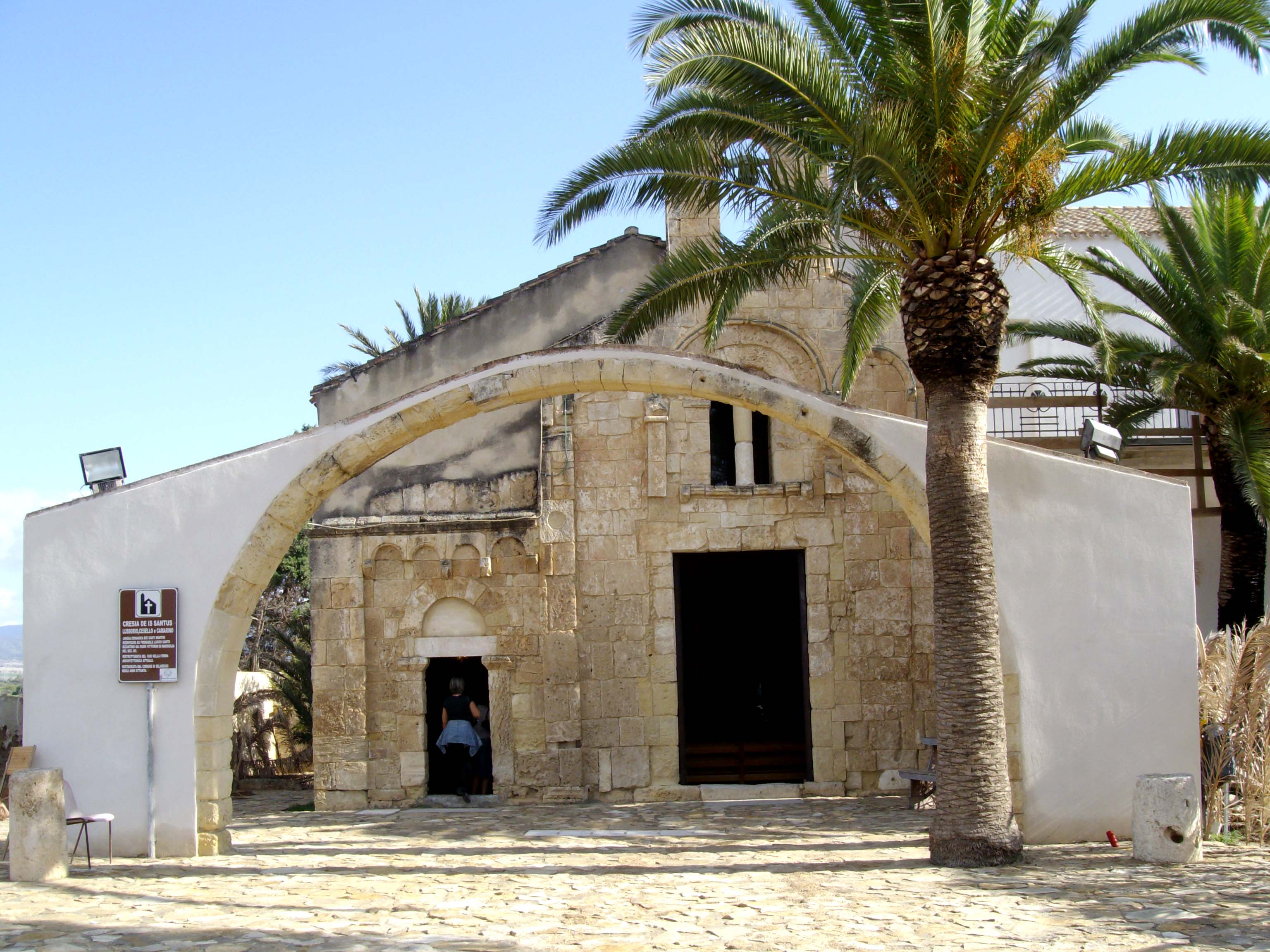
Iglesia de San Lussorio.

## Evolución demográfica
| Gráfica de evolución demográfica de Selargius entre 1861 y 2001 |
|                                                                 |
| Fuente ISTAT - Elaboración gráfica de Wikipedia                 |

## Personajes relevantes
- Elena Ledda, cantante en idioma sardo.